# Konec velkých prázdnin (seriál)
Konec velkých prázdnin je televizní seriál z roku 1996, který natočila České televize v koprodukci se Slovenskou televizí, ORF a Televizijí Slovenija. Seriál byl natočen podle stejnojmenného románu Pavla Kohouta.
Seriál se odehrává mezi 21. červnem a 28. říjnem 1983 a pojednává o osudech dvou rodin a dalších pěti jednotlivců, kteří se rozhodli emigrovat z Československa.

## Postavy

### Hlavní postavy
| Martin Dejdar     | herec Milan Čech                                          |
| Vilma Cibulková   | Dora Čechová, manželka Milana Čecha                       |
| Dan Kopřiva       | Petr Čech, syn Milana a Dory Čechových                    |
| Jozef Vajda       | zubař MUDr. Bohdan Černiak                                |
| Marta Sládečková  | Tereza Černiaková, manželka Bohdana Černiaka              |
| Monika Haasová    | Magdalena Černiaková, dcera Bohdana a Terezy Černiakových |
| Marek Hradílek    | Miroslav Černiak, syn Bohdana a Terezy Černiakových       |
| Pavel Zedníček    | kouzelník Josef Strniště                                  |
| Sabina Laurinová  | prodavačka Běla „Bobina“ Havránková                       |
| Jaromír Dulava    | zahradník Václav Rada                                     |
| Taťana Fischerová | klavíristka Lydie Guttenbergová, partnerka Václava Rady   |
| Branislav Mišík   | pohraničník Tono Vágner                                   |

### Vedlejší postavy
| Ingrid Timková      | chartistka Mara Silverová                   |
| Jitka Frantová      | paní Javorová, matka Dory Čechové           |
| Ilja Racek          | primář Lindberg                             |
| Jaroslav Kepka      | profesor Buchtálek                          |
| Jana Březinová      | umělecká agentka Margrit Prohaska           |
| Václav Vydra        | lékař Udo Heilman                           |
| Vlado Novak         | pověřenec v uprchlickém táboře              |
| Radoslav Brzobohatý | vládní rada v uprchlickém táboře            |
| Zlatko Šugman       | pan Krebs, vedoucí penzionu pro uprchlíky   |
| Miroslav Hruška     | Johan Christofer                            |
| Hana Gregorová      | konzulka ve Vídni                           |
| Pavel Zatloukal     | pan Sušinka, průvodce na zájezdu v Rakousku |
| Karel Semerád       | řidič zájezdového autobusu                  |

## Seznam dílů
| Č. dílu | Epizoda                   | Datum premiéry |
| ------- | ------------------------- | -------------- |
| 1.      | Úzká brána k širému světu | 3. září 1996   |
| 2.      | První den v druhém životě | 5. září 1996   |
| 3.      | Pomsty staré vlasti       | 10. září 1996  |
| 4.      | Neúnosné břemen svobody   | 12. září 1996  |
| 5.      | Naděje umírá poslední     | 17. září 1996  |
| 6.      | Ztráty a nálezy           | 19. září 1996  |